# مجیکا
مجیکا (به انگلیسی: Magica) عنوان هشتمین آلبوم استودیویی گروه هوی متال دیو است که در ۲۱ مارس ۲۰۰۰ با همکاری شرکت نشر اسپیت‌فایر منتشر شد. این آلبوم مجالی بود برای بازگشت کریگ گلدی که در آلبوم‌های رویای پلید و ارباب ماه هم با گروه دیو همراه بود. در آلبوم مجیکا جیمی بین نوازندگی گیتار باس، سیمون رایت نوازندگی درامز و اسکات وارن نوازندگی کیبورد را بر عهده دارند. رانی جیمز دیو خواننده گروه هم به مانند دیگر آثار دیو، نقش تهیه‌کنندگی آلبوم را ایفا می‌کند.

## فهرست آهنگ‌ها
تمامی آهنگ‌های این آلبوم توسط رانی جیمز دیو و کریگ گلدی نوشته شده مگر در مواردی که ذکر شده‌است.
1. «اکتشاف» (دیو) - ۰:۵۴
2. «مجیکا تم» (دیو) - ۱:۱۶
3. «خدای آخرین روز» (دیو) - ۴:۰۴
4. «رویاهای تب‌دار» (دیو) - ۴:۳۷
5. «سنگ شو» - ۵:۱۹
6. «سرم را تغذیه کن» - ۵:۳۹
7. «اریل» - ۷:۲۵
8. «چلیس» - ۴:۲۵
9. «به همان اندازه‌ای که در مورد عشق نیست» - ۶:۰۴
10. «از دست دادن جنونم» - ۵:۰۴
11. «آنیکا» (قطعه اهدایی) - ۳:۴۶
12. «جهانی دیگر» - ۴:۵۶
13. «مجیکا(نگارشی دیگر)» - ۱:۵۳
14. «خدای آخرین روز(نگارشی دیگر)» - ۱:۴۴
15. «داستان مجیکا» - ۱۸:۲۶

## رتبه‌ها

### آلبوم‌ها
| سال  | آلبوم | رتبه                                         | رتبه |
| ---- | ----- | -------------------------------------------- | ---- |
| سال  | آلبوم | جدول بهترین آلبوم‌های مستقل بیلبورد در آمریکا |      |
| ۲۰۰۰ | مجیکا | #۱۳                                          |      |

## سازندگان
- رانی جیمز دیو - خواننده
- کریگ گلدی - گیتار
- جیمی بین - گیتار باس
- اسکات وارن - کیبورد
- سیمون رایت - درامز
- ضبط شده در استودیو توتال اکسس، آمریکا، کالیفرنیا، ردوندو بیچ
- تهیه شده توسط رانی جیمز دیو
- طرح و مدیریت از وین دیویس
- طرح روی جلد استوارت گرین